# Euphorbia asclepiadea
Euphorbia asclepiadea là một loài thực vật có hoa trong họ Đại kích. Loài này được Milne-Redh. mô tả khoa học đầu tiên năm 1951.